# Potok (Sobienie-Jeziory)
Pour les articles homonymes, voir Potok.
Potok (prononciation : [ˈpɔtɔk]) est un hameau polonais de la gmina de Sobienie-Jeziory dans le powiat d'Otwock de la voïvodie de Mazovie dans le centre-est de la Pologne.

## Histoire
De 1975 à 1998, le village appartenait administrativement à la voïvodie de Siedlce.